# Науковий стиль мовлення
За допомогою опису наукового стилю реалізується мовна функція повідомлення. Тексти, написані цим стилем, містять наукову інформацію, яку треба донести до різних верств суспільства. Це доведення теорій, обгрунтування гіпотез, повідомлення наслідків досліджень, наукове пояснення явищ, систематичний виклад певних знань тощо.
Науковий стиль мовлення використовується в наукових працях, для викладення результатів наукової та дослідницької діяльності. Метою наукового стилю є повідомлення, пояснення, тлумачення досягнутих наукових результатів, відкриттів. Найпоширеніша форма наукового стилю — монолог.
Науковий стиль належить до книжних стилів літературної мови. Йому властива попередня підготовленість висловлювання, ґрунтовна обізнаність з проблемами і темами, монологічсність, унормованість мови. Сфера використання наукового стилю — наукова діяльність, науково- технічний прогрес, освіта. 
У науковому стилі виокремлюють такі підстилі з жанрами: · власне науковий: монографія, стаття, дисертація, реферат, анотація, тези, курсова та дипломна роботи. · науково-популярний: статті у неспеціальних журналах, виклад наукових даних для нефахівців, книжки, призначені для широкого кола читачіШироко використовується наукова лексика: слова-терміни з різних галузей знань, загальнонаукові терміни; -використання спеціальної наукової та термінологічної лексики, причому останнім часом тут все більше місця займає міжнародна термінологія (сьогодні це особливо помітно в економічній мови, наприклад менеджер.Структура наукового тексту містить: вступ, основну частину, висновок та IMRaD (методи, результати, обговорення).
Залежно від виду наукового тексту використовуються такі структурні елементи:
При складанні текстів наукового стилю завжди присутній попередній відбір мовних одиниць, стилістичних засобів.
Науковий стиль властивий таким жанрам: монографія, наукова стаття, дисертація, анотація, рецензія, підручник, лекція.
Науковий стиль використовує певний набір мовностилістичних засобів: спеціальні слова (терміни), складні синтаксичні конструкції (у яких має місце суворо впорядкований зв'язок, наприклад, завдяки вставним конструкціям); речення, ускладнені узагальнюючими родовими найменуваннями.
Слова вживаються переважно в прямих значеннях. Експресивно-емоційне забарвлення лексики використовується надзвичайно рідко.
У текстах наукового стилю часто вживаними є цитати, посилання на першоджерела.

## Використання
Сфера використання наукового стилю — наукова діяльність, науково-технічний поступ, освіта.
Основне призначення — викладати наслідки досліджень про людину, суспільство, явища природи, обґрунтовувати гіпотези, доводити істинність теорій, класифікувати й систематизувати знання, роз'яснювати явища, активізуючи інтелект читача для їх усвідомлення.

## Особливості наукового стилю
| Основні ознаки: - ясність (зрозумілість) і предметність тлумачень, - логічна послідовність і довідність викладу, - узагальненість понять і явищ, - об'єктивний аналіз, - точність і лаконічність висловлювань, - аргументація й переконливість тверджень, - однозначне пояснення причинно-наслідкових відношень, - докладні висновки. | Основні мовні засоби спрямовані на інформування, пізнання, вплив і окреслені: - значною кількістю наукової термінології, - наявністю схем, таблиць, графіків, діаграм, мап, систем математичних, фізичних, хімічних та інших знаків і позначок, - оперуванням абстрактними, переважно іншомовними словами[джерело?], - уживанням суто наукової фразеології, стійких термінологічних словосполук, - залучуванням цитат і посилань на першоджерела, - здебільшого відсутністю авторської індивідуальної манери й емоційно-експресивної лексики, - наявністю виразної композиційної структури тексту (послідовний поділ на розділи, частини, пункти, підпункти, параграфи, абзаци із застосуванням цифрової або літерної нумерації), - наявністю дієслівних форм, зазвичай безособових, узагальнених чи неозначених, як правило, теперішнього часу, що констатують певні явища й факти; значну роль відіграють дієприслівникові й дієприкметникові звороти, які додатково окреслюють дії, предмети та явища,[джерело?] - специфічною монологічністю текстів, - переважанням різнотипних складних речень, стандартних виразів (кліше)[джерело?]. |

Більшість англомовних джерел рекомендує використовувати в науковому стилі короткі зрозумілі речення з мінімумом наукового жаргону та з детальним поясненням кожного нетривіального терміну.

## Підстилі та жанри наукового стилю мовлення
Серед підстилів наукового стилю виділяють такі:

- власне науковий. Основне призначення власне наукового підстилю — об'єктивувати наукові відомості й кінцеві результати аналітико-синтетичного перероблення даних. Цей підстиль збагачений інтернаціональними загальнонауковими термінами. У межах власне наукового підстилю виділяють науково-інформативний різновид (реферат, анотація, резюме, огляд) та науково-довідковий (довідники, словники, каталоги).

- науково-популярний. Характерний використанням елементів художнього та публіцистичного мовлення (епітети, порівняння, метафори) з метою зацікавлення читача.

- науково-навчальний. Його головною рисою є доступність викладу інформації, спрощеність системи доведень, програмність викладу матеріалу, спрямованою на активізацію мислення учня, послідовність уведенням термінологічної лексики.

- науково-публіцистичний. Передбачає виклад наукової інформації із залученням публіцистичних засобів. Таким підстилем пишуть критичні статті, огляди.[3]

До основних жанрів наукового стилю належать: монографія, стаття, реферат, анотація, дисертація, тези, підручники, посібники та ін.

## Науковий стиль в українській мові

### Морфологічні особливості наукового мовлення
Вживання частин мови в науковому стилі мовлення є суворо нормативними. У науковій мові більшою мірою переважають іменники, дієслова, прикметники і меншою мірою займенники та частки.

Іменник є найпоширенішим в наукових текстах, зокрема, іменники з абстрактним значенням і віддієслівні іменники (дослідження, узагальнення).

Слід звернути увагу на вживання родового відмінка однини іменників чоловічого роду другої відміни :

Флексію -а (-я) мають переважно іменники, що позначають:
1. конкретні одиничні предмети, населені пункти, назви осіб (Житомира, ректора, інтелігента);
2. власні імена та прізвища (Віктора, Артема);
3. назви мір довжини, часу, місяців і днів тижня (метра, грама, понеділка, грудня, але віку, року);
4. назви грошових знаків і числові назви (мільйона, мільярда);
5. слова терміни українського походження та елементи будови чогось, геометричні фігури іншомовного походження (іменника, підмета, куба, радіуса, але виду, роду, синтаксису, способу, складу).

Закінчення -у (-ю) характерні для іменників чоловічого роду:
1. із значенням абстрактності, збірності, почуття, а також ті, що називають явища природи, установи, речовини (іспиту, тексту, наказу, успіху, ритму);
2. терміни іншомовного походження: математичні, фізичні, хімічні, літературознавчі (аналізу, синтезу, ферменту);
3. назви річок, озер, гір, островів, країн, областей та складних назв населених пунктів, другою частиною яких є іменник (Дону, Дунаю, Китаю, Високого Ставу).

У складних словах — назвах населених пунктів відмінюється кожна частина (Могиль-Подільський — Могилева-Подільського).
У звертаннях частіше використовується кличний відмінок (Олеже, Олександре, Іване Степановичу, добродію Андріє).
Чоловічі прізвища на -ко, -ук та з нульовим закінченням відмінюються, а жіночі — ні. Іменники на позначення жінок за професією або родом занять у наукових текстах вживаються в чоловічому роді (академік Неля Олександрівна).

Прикметник. У науковому стилі використовують найчастіше відносні прикметники (аналітичний, експериментальний) та аналітичні форми вищого і найвищого ступенів порівняння якісних прикметників (удаліший, найдоцільніший).

Дієслово. Для вживання дієслів у науковому стилі є характерним:

- інфінітив, що має форму на -ти (починати, виконувати), а не на -ть.
- форма теперішнього часу (розглядається, існують тощо);
- форма I особи множини у відгуках і виступах (цінність наукової роботи вбачаємо);
- дійсний спосіб (мотивувати, інтерпретувати);
- недоконаний вид у складних формах у текстах фахового спрямування (будуть проводитись);
- інфінітиви у поєднанні з модальними словами (необхідно відзначити, слід наголосити).

Числівник. Однозначні числа, які не мають посилань на одиницю вимірювання, у науковому тексті записують словами. Складні і складені кількісні та дробові числівники позначаються цифрами.

Займенники. Займенник ми використовується для вираження думки певної групи людей, але частіше він вживається у сполуках на нашу думку, на наш погляд. Займенник ви вживається для вираження поваги, пошани: прошу Вас, зважаючи на Вашу думку тощо.
Вживаними є вказівні займенники цей, той, такий з прийменниками: у тому випадку, з цією метою.

Прислівник. У науковому тексті вживаними є прислівники зі значенням ознаки дії (принагідно), стану особи (радісно, приємно), іншої ознаки (вдячно, мудро). Можливе також використання ступеневих форм якісно-означальних прислівників (найсердечніше подякувати).

### Синтаксис наукового мовлення
Для синтаксису наукового мовлення є характерним:

- сполучниковий зв'язок;
- складні конструкції;[джерело?]
- двоскладні речення з простим дієслівним присудком: Студент урахував зауваження наукового керівника…;
- простий дієслівний присудок, виражений дієсловом активного стану у формі 3-ї особи однини чи множини теперішнього,минулого чи майбутнього часу: Рада директорів розгляне це питання на засіданні…;
- безособові речення із присудком, вираженим дієслівною формою на -но, -то та об'єктом — прямим додатком у формі іменника у знахідному відмінку без прийменника (застосовано метод, прочитано дисертацію);[джерело?]
- складні речення з чітко вираженим складносурядним або складнопідрядним зв'язком (що, оскільки, внаслідок того, у зв'язку з тим, бо, тоді як тощо)[джерело?]

## Навчання української наукової мови в ЗВО України: сучасність та перспективи
На виконання Плану дій щодо вдосконалення викладання у ЗВО  дисципліни "Українська мова (за професійним спрямуванням )" для здобувачів вищої освіти бакалаврського рівня  МОН України  своїм наказом затвердило нову програму цієї нормативної дисципліни, якою передбачено три змістові модулі, у тому числі "Наукова комунікація як складова фахової діяльності". Відтак актуальні проблеми наукового стилю української мови, його засобів у професійному спілкуванні та особливостей наукового тексту, продукування наукового мовлення і в усній, і в письмовій формі постали  темами на лекційних і практичних заняттях у ЗВО та  в самостійній роботі студентів. Це в свою чергу окреслило перед вишівськими науковцями нагальне завдання щодо підготовки  підручників і навчальних посібників як до дисципліни "Українська мова за професійним спрямуванням", так і до  окремого її модуля,  найбільш специфічного з урахуванням напрямів освіти : технічного, гуманітарного, економічного, юридичного тощо. Постали  на часі також проблеми  поглибленого спеціалізованого вивчення мови науки   і студентами другого освітнього рівня (магістрантами),  і здобувачами  третього освітньо-наукового рівня (аспірантами). В останні десятиліття для різних рівнів вищої освіти   видано низку таких навчальних посібників із Грифом МОН України з культури наукового мовлення   , у т.ч. з алгоритмічними приписами  .
Перспективна ідея навчання української наукової мови в контексті прогресивної концепції діяльнісного підходу покладена в основу навчального посібника Г.С. Онуфрієнко "Науковий стиль української мови", адресованого здобувачам  вищої  освіти бакалаврського й магістерського рівнів та  аспірантам/докторантам. Автором у навчальному посібнику  поставлено за мету допомогти і студентам, і здобувачам наукового ступеня кандидата наук в опануванні ефективною технологією роботи із сучасними науковими текстами. Інструментарій цієї сучасної технології - алгоритмічні приписи як регламентовані схеми мисленнєво-мовленнєвих дій при композиційно-змістовому аналізі наукового тексту , при аналітичному опрацюванні  поданої в ньому інформації та задля  організації самостійної наукової роботи з підготовки наукової доповіді та виступу в науковій дискусії, тез доповіді і статті, курсової/дипломної та реферату тощо . Алгоритмічні приписи, по-перше,  максимально раціоналізують й оптимізують мисленнєво-мовленнєві процеси індивіда при опрацюванні ним наукових джерел різних жанрів як з метою "згортання" їх змісту до рівня плану, анотації, конспекту, реферату, так і для підготовки українською мовою тез доповіді і статті, курсової,конкурсної і дипломної роботи, автореферату і дисертації. По-друге, алгоритмічні приписи суттєво підвищують ефективність інтелектуальної праці індивіда та забезпечують перспективи його самоосвіти у подальшому професійному зростанні. По-третє, в  нинішній час активної інформатизації соціуму алгоритмічні приписи допомагають сформувати й постійно вдосконалювати індивідуальну програму пізнавальної і творчої діяльності через самостійну роботу з різними  науковими джерелами.

## Особливості наукового стилю в мовах світу
Англійська мова. «Однією з найбільших помітних відмінностей українського наукового мовлення у порівнянні з англійським є його підкреслена безсуб’єктність, відсторонена манера викладу та використання займенника "ми" на позначення автора (...) Персональність англо-американського наукового стилю тісно пов’язана з його ще однією контрастною рисою: більшою емоційністю, окресленістю особистісного начала. (...) Ще одна відмінна характеристика англійського наукового мовлення, — санкціонованість у ньому розмовного тону (...) Українська наукова комунікація характеризується більш стриманими оцінками позитивних моментів і гострішим акцентуванням критичних зауважень».
З погляду синтаксису науковий стиль характеризується використанням складних конструкцій, що мають свою специфіку в різних мовах, як абсолютний дієприкметниковий зворот у французькій або англійській мові, інфінітив минулого часу в іспанській або французькій.
Російська мова. Основні відмінності зв’язані з лексико-граматичними особливостями. Наприклад, з метою акцентувати увагу в українській науковій мові, на відміну від російської, дієслова у формі першої особи множини майбутнього часу використовують частіше, особливо в точних науках (Визначимо..., Розглянемо..., Зауважимо...).